# زمین‌لرزه ۱۹۸۳ پاپوآ گینه نو
زمین‌لرزه پاپوآ گینه نو  در تاریخ ۲۱ دسامبر ۱۹۸۳ میلادی، برابر با ‎۳۰ آذر ۱۳۶۲، ساعت ۲۳:۳۲:۱۱ به زمان یوتی‌سی در پاپوآ گینه نو رخ داد. ژرفای این زلزله ۴۲٫۷ کیلومتر بود، و بزرگی آن ۶٫۲ در مقیاس Mw اعلام شده‌است. زمین‌لرزه به وقت محلی در روز پنج‌شنبه، ساعت ۹ روی داده و منطقه زمانی آن یوتی‌سی +۱۰ بوده‌است .
سازمان زمین‌شناسی آمریکا نیز رومرکز این زمین‌لرزه را در مختصات ۵°۳۲′جنوبی ۱۵۱°۵۲′شرقی / ۵٫۵۴°جنوبی ۱۵۱٫۸۶°شرقی و ژرفای آنرا در ۳۳ کیلومتر گزارش کرده‌است. بزرگی برگزیدهٔ این سازمان از میان بزرگیهای محاسبه‌شدهٔ مختلف ۶٫۵ در مقیاس MS بوده و از دید اثر، در میان چهار دسته‌بندی «نامحسوس»، «محسوس»، «زیان‌آور» یا «با تلفات»، زلزله را «محسوس» اعلام کرده‌است.
پروژهٔ «تنسور گشتاور مرکزوار» زاویه‌های (راستا، شیب، ریک) گسل سازندهٔ زمین‌لرزه و صفحه عمود بر آنرا (°۲۷۱، °۲۳، °۹۶) یا (°۸۴، °۶۷، °۸۷) و نوع گسل را «معکوس» فرارسانده‌است.
شمار کشتگان زلزله حدود ۱۰ نفر بوده‌است.